# NARグランプリアラブ最優秀馬
NARグランプリアラブ最優秀馬は、かつて存在したNARグランプリの競走馬部門の1つ。また、本項では本賞以前に同じくNARグランプリ内で行われていたアラブ年度代表馬、アラブ系2歳最優秀馬、アラブ系3歳最優秀馬、アラブ系4歳以上最優秀馬についても併せて取り扱う。

## 概要
NARグランプリにおいては、当初よりサラブレッド、ばんえいとともにアラブ年度代表馬が設けられており、当年中でもっとも獲得賞金の多かった競走馬が表彰されていた。その後は1994年より有識者らによって構成される選定委員会により該当年度中に活躍したアングロアラブ系競走馬が選出される形となり、同時に部門も馬齢ごとに細分化されている。またこの時期には、トチノミネフジ、ケイエスヨシゼンの2頭が、サラブレッドの競走馬を抑えてNARグランプリ全体の年度代表馬も同時に受賞した。
しかしながら中央競馬や南関東公営競馬のアラブ系競馬廃止による生産頭数・在厩数の減少、また全日本アラブ争覇や楠賞全日本アラブ優駿、東北アラブチャンピオンのような交流競走の相次ぐ廃止により全国規模での妥当な選出が困難となったため、2002年を最後に2歳、3歳、4歳以上最優秀馬の3部門をアラブ系として1部門に統合。それも2006年のキジョージャンボのあとは受賞に足る傑出性を有した競走馬が現れることなく、2009年をもって本賞も廃止されている。

## 歴代受賞馬

### アラブ年度代表馬
| 年     | 受賞馬             | 性齢 | 年度成績 （主な重賞勝ち鞍）                       | 生産者   | 所属 | 調教師   | 馬主           |
| ------ | ------------------ | ---- | ------------------------------------------------- | -------- | ---- | -------- | -------------- |
| 1990年 | フォーモサカウント | 牡3  | 10戦5勝 アラブダービー・千鳥賞・ワード賞          | 藤田牧場 | 船橋 | 江川秀三 | 藤田松巳       |
| 1991年 | コスモノーブル     | 牡7  | 10戦4勝 報知グランプリカップ・全日本アラブ大賞典  | 秋田春蔵 | 船橋 | 岡島茂   | フジオカ（有） |
| 1992年 | コスモノーブル     | 牡8  | 7戦4勝 報知グランプリカップ・全日本アラブ大賞典   | 秋田春蔵 | 船橋 | 岡島茂   | フジオカ（有） |
| 1993年 | トチノミネフジ     | 牡7  | 8戦8勝 南関東アラブ三冠・全日本アラブ大賞典・銀盃 | 元茂光春 | 大井 | 高岩隆   | 早乙女光男     |

### 3部門時代
| 年     | 2歳最優秀馬        | 所属 | 3歳最優秀馬        | 所属 | 4歳以上最優秀馬    | 所属 |
| ------ | ------------------ | ---- | ------------------ | ---- | ------------------ | ---- |
| 1994年 | ホマレショウハイ   | 船橋 | ヘイセイパウエル   | 愛知 | トチノミネフジ     | 大井 |
| 1995年 | マルゼンショウハイ | 船橋 | タッチアップ       | 福山 | ミスターホンマル   | 岩手 |
| 1996年 | タービュレンス     | 岩手 | ケイエスヨシゼン   | 兵庫 | ヒカサクィーン     | 兵庫 |
| 1997年 | マツノホープ       | 岩手 | ニホンカイユーノス | 益田 | アカネリンボー     | 愛知 |
| 1998年 | ミスターオリビエ   | 兵庫 | ホーエチャンピオン | 道営 | ニホンカイユーノス | 兵庫 |
| 1999年 | ハッコーディオス   | 兵庫 | ホマレスターライツ | 栃木 | エイランボーイ     | 兵庫 |
| 2000年 | クールテツオー     | 兵庫 | コウザンハヤヒデ   | 荒尾 | ワシュウジョージ   | 兵庫 |
| 2001年 | レビンマサ         | 上山 | フジナミスペシャル | 福山 | ワシュウジョージ   | 兵庫 |
| 2002年 | クールフォーチュン | 兵庫 | ミスターサックス   | 兵庫 | マリンレオ         | 愛知 |

- 太字強調はNARグランプリ年度代表馬と同時受賞。

### アラブ最優秀馬
| 年     | 受賞馬           | 性齢 | 年度成績 （主な重賞勝ち鞍）          | 生産者     | 所属 | 調教師   | 馬主       |
| ------ | ---------------- | ---- | ------------------------------------ | ---------- | ---- | -------- | ---------- |
| 2003年 | マリンレオ       | 牡7  | 6戦4勝 セイユウ記念                  | 川端広一   | 愛知 | 戸沢肇   | 玉木国大   |
| 2004年 | スイグン         | 牡4  | 11戦7勝 セイユウ記念、タマツバキ記念 | 中山巖     | 福山 | 千同武治 | 村上俊信   |
| 2005年 | スイグン         | 牡5  | 8戦5勝 タマツバキ記念                | 中山巖     | 福山 | 千同武治 | 村上俊信   |
| 2006年 | キジョージャンボ | 牡6  | 13戦5勝 梅見月杯                     | 田端しづゑ | 愛知 | 井上正   | 野々山重貞 |
| 2007年 | 該当馬なし       |      |                                      |            |      |          |            |
| 2008年 | 該当馬なし       |      |                                      |            |      |          |            |
| 2009年 | 該当馬なし       |      |                                      |            |      |          |            |

### 受賞についての出典
- NARグランプリ
  - ＮＡＲグランプリ歴代受賞者一覧